# 推瓦村
推瓦村（藏語：མཐུད་བ་གྲོང་ཚོ་，藏语拼音：Tüwa Chongco）是中華人民共和國的村莊，位於西藏自治區山南市浪卡子縣打隆镇，座落於普莫雍錯湖畔旁 海拔5070米，是全中國乃至整個歐亞大陸海拔最高的村莊，亦是繼秘魯拉林科納達後全球第二高的村莊。

## 來源
1. ↑  . exploretibet.com. 2015-03-24  [2016-08-01]. （原始内容存档于2016-08-15）.
2. ↑  董庆沛. . china.org.cn.   [2016-08-01]. （原始内容存档于2022-11-22）.